# Циков Валентин Сергійович
Валентин Сергійович Циков (нар. 8 жовтня 1923, Донецьк, Українська СРР, СРСР) — радянський та український агроном, спеціаліст у галузі рослинництва, степового землеробства та виведення нових сортів кукурудзи. Академік Української академії аграрних наук (НААН) (з 1991 року, членкору 1988). Академік ВАСГНІЛ (1991), згодом іноземний член Російської академії сільськогосподарських наук та іноземний член Російської академії наук (з 2014), доктор сельскохозяйственных наук, професор (1989). Заслужений агроном Української РСР (1974).

## Біографія
Учасник німецько-радянської війни з 1943 року служив у батальйоні лижників 364-ї стрілецької дивізії . Брав участь у звільненні Новгорода та прорив блокади Ленінграда, коли був тяжко поранений.
Закінчив агрономічний факультет Дніпропетровського сільськогосподарського інституту, де навчався у 1946—1950 роках, вчений агроном.
З 1957 року — співробітник, в 1970—1975 рр. — завідувач відділу, в 1975—1979 рр. — заступник директора з наукової роботи, у 1979—1992 роках — директор ВНДІ кукурудзи, у 1992—1994 рр. — Українського інституту кукурудзи.
У 1968 р. захистив кандидатську дисертацію, а 1987 р. — докторську.

## Наукова діяльність
Станом на 2013 рік був автором 385 наукових праць, 12 монографій, 12 авторських свідоцтв та патентів на винаходи.
Почесний професор Дніпропетровського національного університету, почесний доктор Київського інституту землеробства.

## Нагороди
- Орден Леніна — за розробку механізованої технології для отримання високого врожаю у Дніпропетровській області
- орден Жовтневої Революції
- орден Трудового Червоного Прапора
- орден Вітчизняної війни II ступеня
- орден «Знак Пошани»
- інші нагороди та звання

## Родина
Дружина Валентина (померла), син Андрій, головлікар однієї з лікарень Дніпра. Внучка Оксана Андріївна — друга дружина колишнього українського прем'єр-міністра Павла Лазаренка.